# Fuchsova vila (Brno)
Fuchsova vila je vlastním rodinným domem, který si architekt Bohuslav Fuchs postavil v roce 1928 v Brně. Dům je vlastně dvojdomem na hrotu mezi ulicemi Hvězdárenskou a Tůmovou. Skromnější část dvojdomu byla postavena později a sloužila rodině architektovy ženy. Součástí domu byl i architektův ateliér, ten však v roce 1929 přestal kapacitně vyhovovat, proto byla vila propojena s tím sousedním, kde byla zřízena velká projekční kancelář.
Koncepce domu vychází z návrhů a teorie architekta Le Corbusiera a jeho typového domu Citrohan. Pro prostorové pojetí hledá inspiraci u Adolfa Loose a volnou dispozici pojímá jako Ludwig Mies van der Rohe.

## Popis domu
Volně stojící dvoupatrový rodinný dům na přibližně čtvercovém půdorysu je konstrukčně řešený jako železobetonový skelet. V suterénu je zázemí s garáží.
Fuchsovo obydlí vycházelo z corbisierovského pojetí mezonetového bydlení s dvojpodlažním obytným prostorem. Zvýšené patro je obytné a propojené zasunovacími skleněnými stěnami s vestibulem a obsahovalo zimní zahradu, hudební kout, sezení a jídelnu.
Osu půdorysu tvoří dvě schodiště, která budovu půlí na dvě části s různou výškou. Jednoramenné hlavní schodiště navazuje na vstup z Hvězdárenské ulice a zpřístupňuje ateliér architekta z kanceláře v prvním patře. Druhé schodiště propojuje obytný prostor v přízemí, galerii s knihovnou, patra s kabinovými ložnicemi a rovnou střechu, která zároveň sloužila jako terasa. Kuchyň frankfurtského typu od rakouské architektky Margarete Schütte-Lihotzky byla moderně zařízena, orientována na sever a nad ní je ateliér.
Nábytek domu byl především vestavěný a provedený podle architektova návrhu. Z vnitřních prostor je nejpůsobivější obytná hala s galerií, otevřená přes dvě patra, do níž vstupuje světlo prosklenými balkonovými dveřmi a luxferovými stěnami.

## Současnost
Po nedávné rekonstrukci byla subtilní elegance stavby narušena výměnou oken a zateplením fasády.